# Episodi di Spin City (sesta stagione)
La sesta e ultima stagione della serie televisiva Spin City, composta da 22 episodi, è stata trasmessa negli Stati Uniti dal canale ABC tra il 25 settembre 2001 e il 30 aprile 2002.
| nº | Titolo originale                        | Titolo italiano                  | Prima TV USA      | Prima TV Italia |
| -- | --------------------------------------- | -------------------------------- | ----------------- | --------------- |
| 1  | The Arrival                             | Il ritorno di Mike               | 25 settembre 2001 |                 |
| 2  | A Tree Falls in Manhattan               | Un albero caduto a Manhattan     | 25 settembre 2001 |                 |
| 3  | Wife with Mikey                         | Una moglie per Mike              | 2 ottobre 2001    |                 |
| 4  | The Apartment                           | Appuntamenti impossibili         | 9 ottobre 2001    |                 |
| 5  | Yet Another Stakeout                    | Un rivale scorretto              | 16 ottobre 2001   |                 |
| 6  | Yeah Baby!                              | Madre in affitto                 | 23 ottobre 2001   |                 |
| 7  | Sleeping with the Enemy                 | A letto con il nemico            | 6 novembre 2001   |                 |
| 8  | She's Gotta Habit                       | Il gioco delle parti             | 6 novembre 2001   |                 |
| 9  | The Wedding Scammer                     | Fidanzato a sorpresa             | 13 novembre 2001  |                 |
| 10 | Fight Flub                              | Pugni e pupe                     | 20 novembre 2001  |                 |
| 11 | Chinatown                               | Elezioni thriller                | 27 novembre 2001  |                 |
| 12 | An Office and a Gentleman               | Ufficio e gentiluomo             | 11 dicembre 2001  |                 |
| 13 | O Mother, Where Art Thou?               | Cuore di madre                   | 8 gennaio 2002    |                 |
| 14 | Rags to Riches                          | Il colore dei soldi              | 5 marzo 2002      |                 |
| 15 | Sex, Lies and Video Date                | Sesso bugie e video appuntamenti | 12 marzo 2002     |                 |
| 16 | Eyes Wide Open                          | A occhi spalancati               | 19 marzo 2002     |                 |
| 17 | Age Against the Machine                 | Un tempo per ogni cosa           | 26 marzo 2002     |                 |
| 18 | An Affair Not to Remember               | Un amore da non dimenticare      | 9 aprile 2002     |                 |
| 19 | Let's Give Them Something to Talk About | Qualcosa di cui parlare          | 16 aprile 2002    |                 |
| 20 | Look Who's Not Talking                  | Senti chi parla                  | 23 aprile 2002    |                 |
| 21 | A Tale of Four Cities                   | Il dramma della gelosia          | 30 aprile 2002    |                 |
| 22 | A Friend in Need                        | Il mistero degli occhiali        | 30 aprile 2002    |                 |